# Naufrágio do Canal de Edimburgo do Sul
Os restos de um navio de carga dos séculos XVIII a XIX foram descobertos no Canal de Edimburgo do Sul, no estuário do Tâmisa, a noroeste de Margate, Kent, na Inglaterra, em 1976. O local foi designado ao abrigo da Lei de Protecção de Naufrágios a 29 de abril de 1977. O naufrágio é um Naufrágio Protegido gerido pela Historic England.

## Destroços
O local consiste nos destroços de um grande naufrágio, provavelmente sueco, um navio de carga que data de algum tempo depois da sua cunhagem de 1787. Para suportar tal cunhagem, ele pode ter sido destruída, no máximo, cerca de vinte anos depois. Estava em boas condições, com madeira sobrevivente, garrafas de vinho e dinheiro sueco para placas de cobre.

## Descoberta e investigação
O local foi descoberto em 1976, quando a Autoridade do Porto de Londres estava a dragar o Canal de Edimburgo do Sul. Outras investigações foram realizadas em 1977, o que resultou na recuperação do vinho e das moedas.